# Cisseps fulvicollis
Cisseps fulvicollis är en fjärilsart som beskrevs av Jacob Hübner 1827. Cisseps fulvicollis ingår i släktet Cisseps och familjen björnspinnare. Inga underarter finns listade i Catalogue of Life.

## Bildgalleri

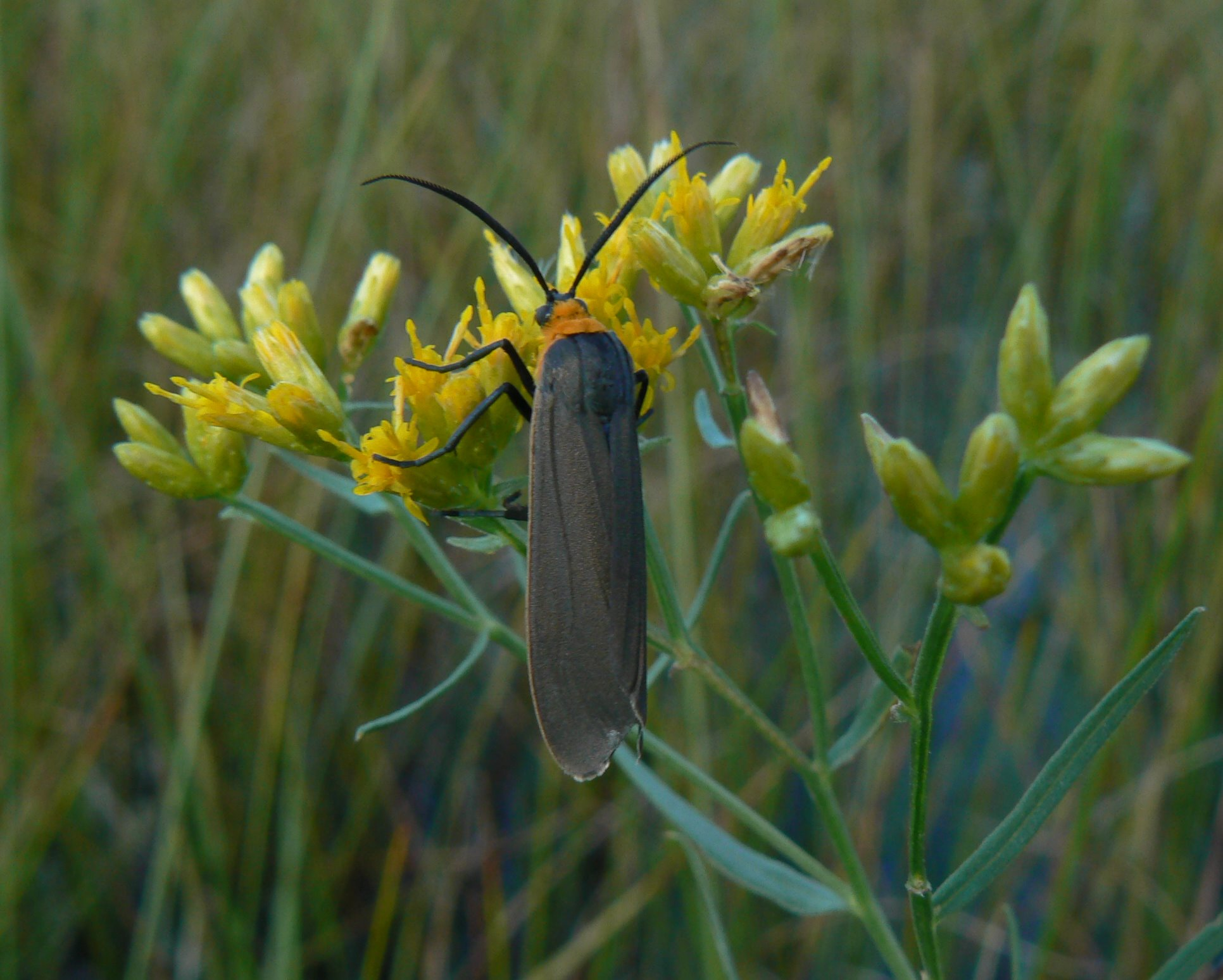
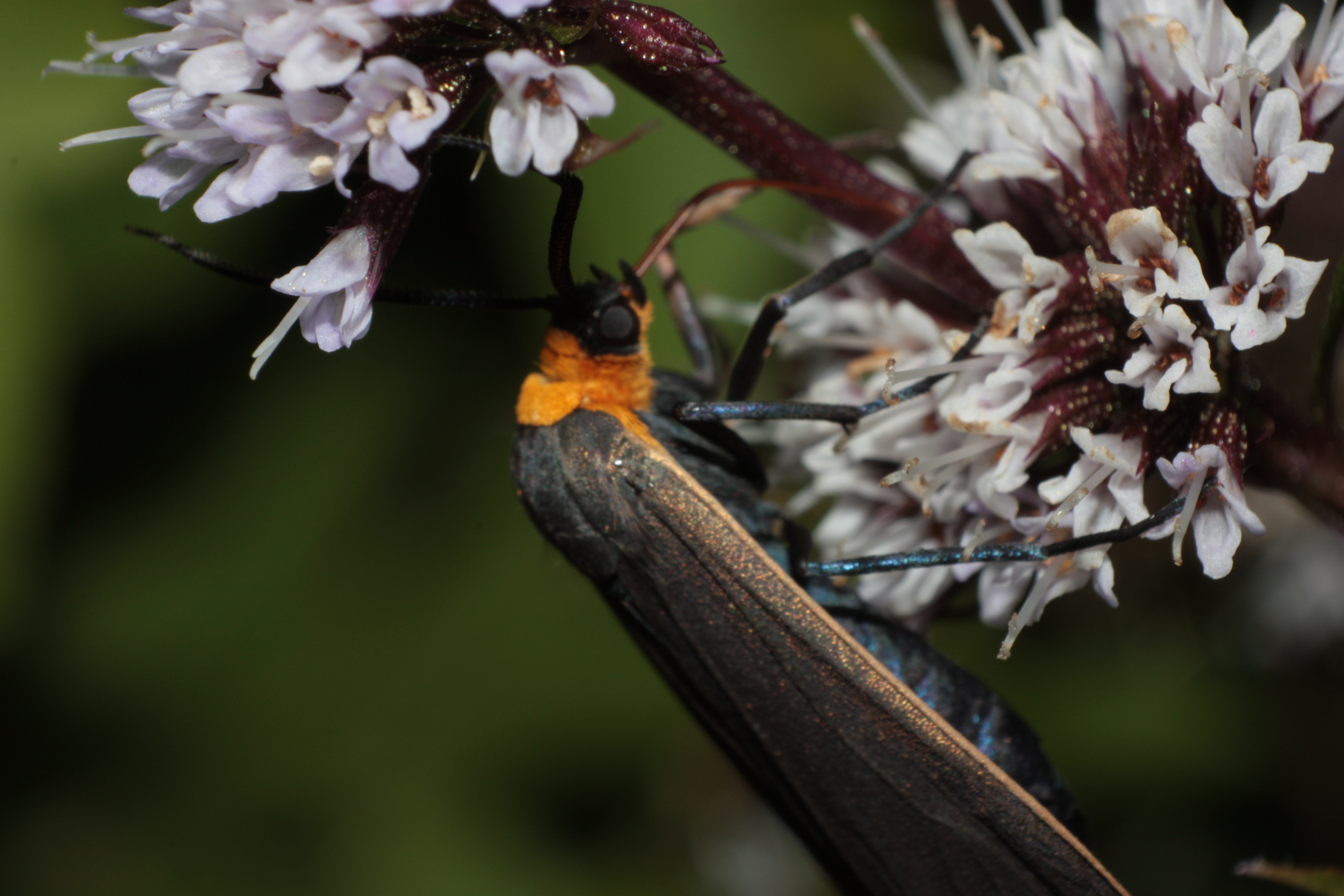
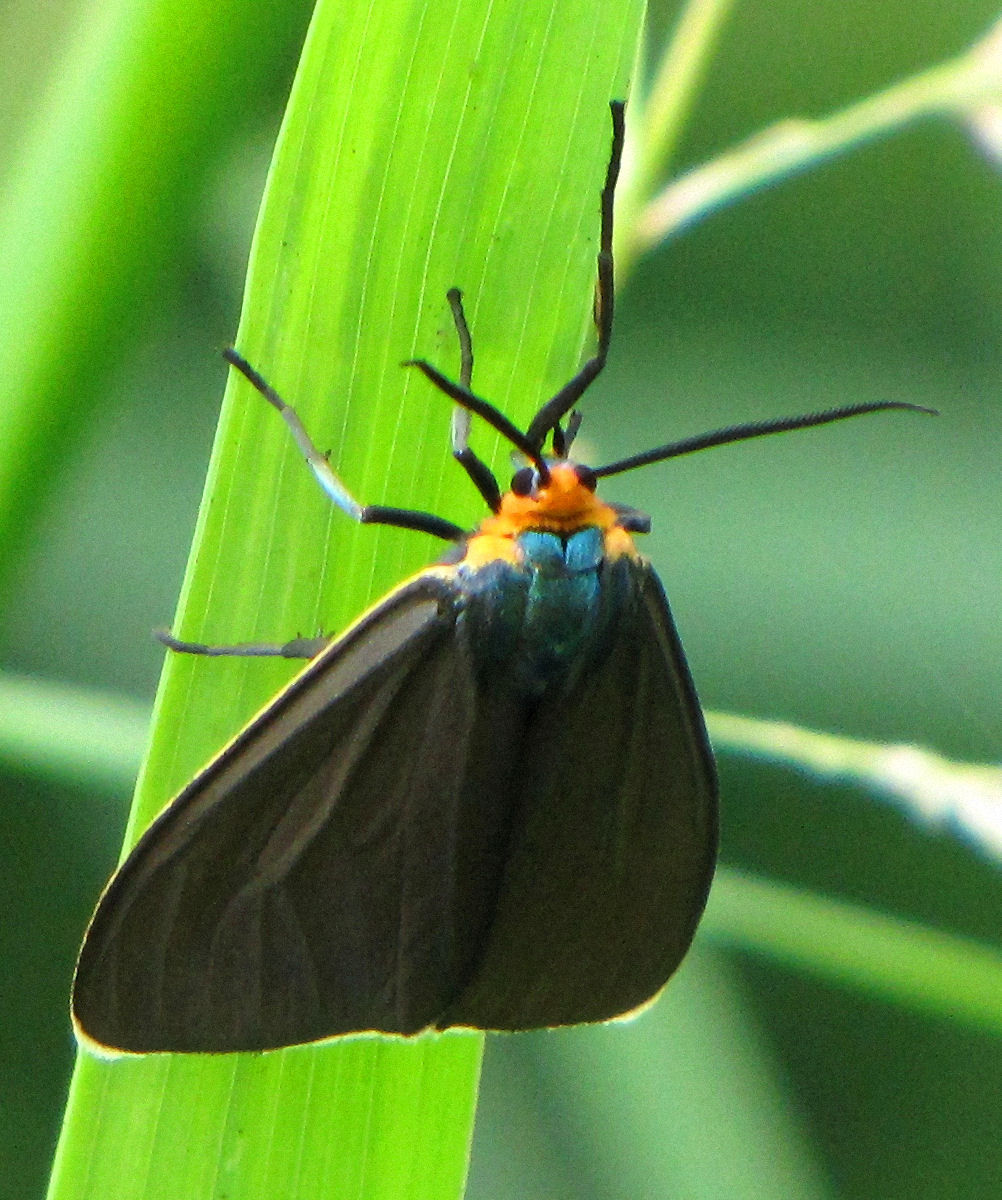
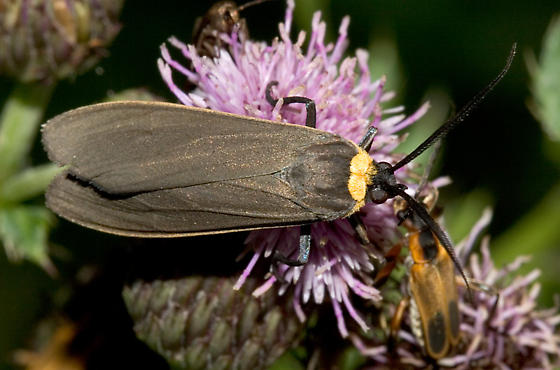
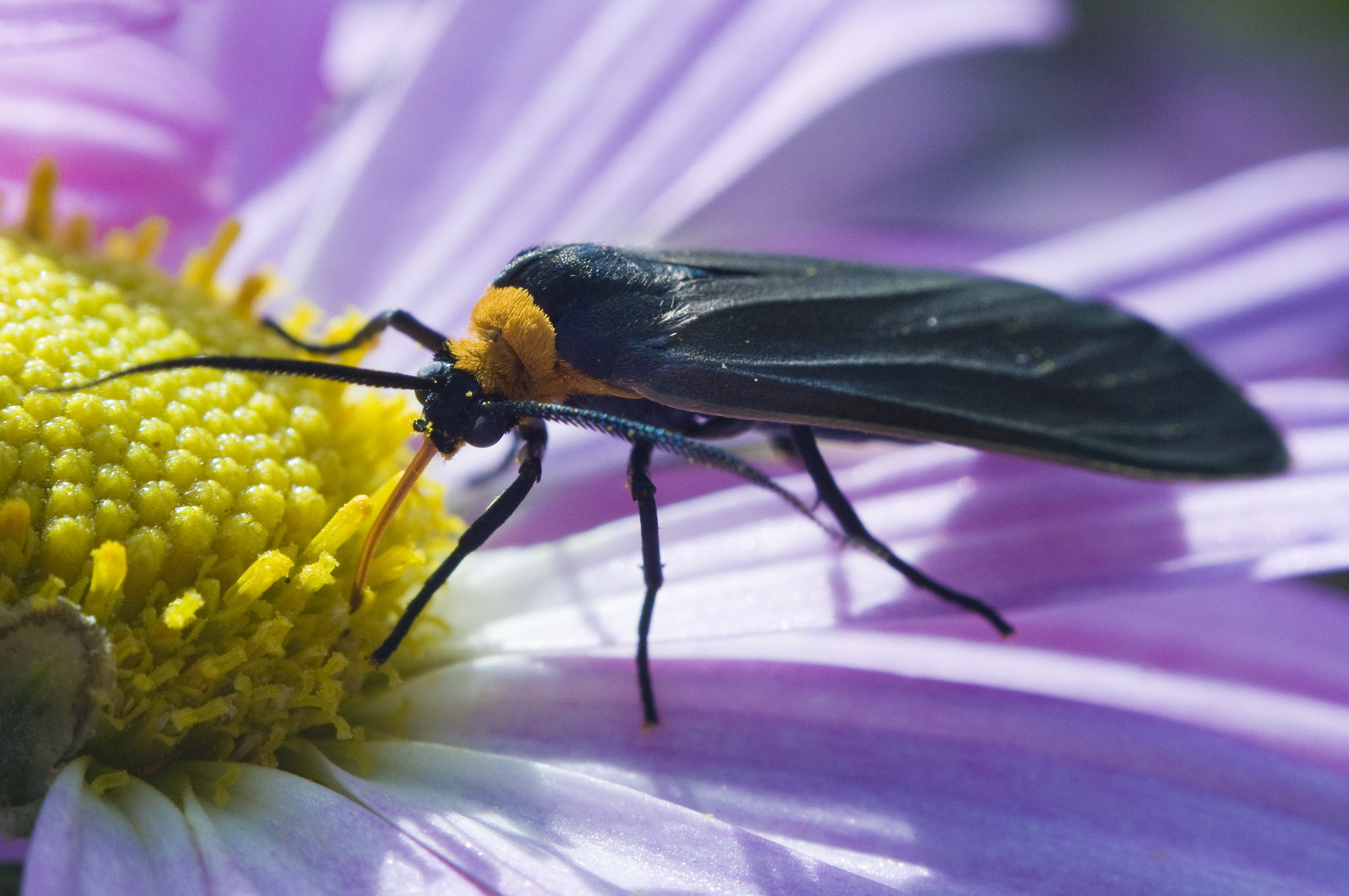
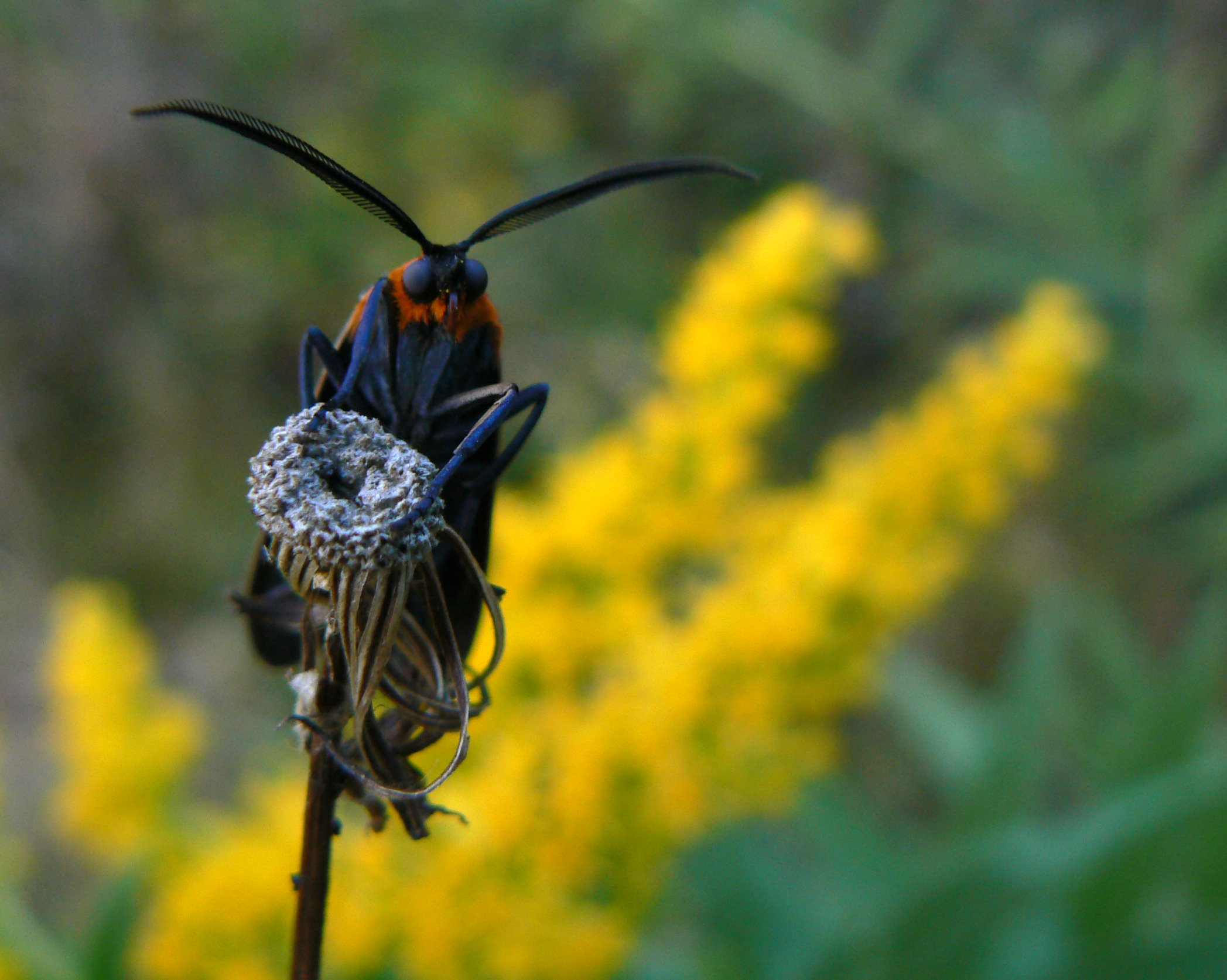